# Premi Velázquez d'Arts Plàstiques
El Premi Velázquez d'Arts Plàstiques és un guardó atorgat pel Ministeri de Cultura d'Espanya en reconeixement dels mèrits d'un creador en l'àmbit de les arts plàstiques en qualsevol de les seves manifestacions, i està dotat amb 100.000 euros. Pren el seu nom del pintor Diego Velázquez. S'entregà por primer cop l'any 2002 i està obert a tots els artistes pertanyents a la Comunitat Iberoamericana de Nacions. És l'equivalent dins de les arts plàstiques al Premi Cervantes de literatura.

## Premiats[2]
- 2002 -  Ramón Gaya
- 2003 -  Antoni Tàpies
- 2005 -  Juan Soriano
- 2004 -  Pablo Palazuelo
- 2006 -  Antonio López
- 2007 -  Luis Gordillo
- 2008 -  Cildo Meireles
- 2009 -  Antoni Muntadas
- 2010 -  Doris Salcedo
- 2011 -  Artur Barrio
- 2012 - No es va atorgar
- 2013 -  Jaume Plensa
- 2014 -  Esther Ferrer[3]
- 2015 -  Isidoro Valcárcel
- 2016 -  Marta Minujín
- 2017 -  Concha Jerez
- 2018 -  Antoni Miralda
- 2019 -  Cecilia Vicuña
- 2020 - Soledad Sevilla[4]